# Picross S
 (septembre 2022).
Picross S est une série de jeux vidéo de Picross développés par Jupiter pour le Nintendo eShop de la Nintendo Switch. Cette série fait suite à la série Picross e existant sur Nintendo 3DS.

## Système de jeu
Le jeu reprend le principe du Picross, un jeu de réflexion très populaire au Japon. Sur une grille au format variable (5×5, 10×10, 15×15, 20×15, 30×30 et 40×30), il faut réussir à retrouver une illustration à l'aide d'indices sous forme de numéros, qui indiquent le nombre de cases à trouver dans chaque ligne et colonne de la grille

## Liste des titres

### Picross S
C'est le premier jeu Picross à sortir sur la Nintendo Switch. Il sort mondialement le 28 septembre 2017. On retrouve dans le jeu 300 puzzles disponible dans un total de 2 modes, le mode Picross et le mode Méga-Picross (une variante rajoutant de la difficulté). Il est également possible de réaliser les Picross en mode coopération.

### Picross S2
Le deuxième opus de la série sort le 2 aout 2018 sur Nintendo Switch. Une nouvelle fois ce sont 300 nouveaux Picross qui sont ajoutés. Un mode Clip-Picross fait son apparition, il reprend le principe du Micross présent dans les Picross e, sauf que cette fois l'illustration principale est divisée en grilles de tailles variées et non plus en 10x10.

### Kemono Friends Picross
Il s'agit d'un spin-of entre la série Picross S et la franchise Kemono Friends. Le jeu sort sur Nintendo Switch le 4 octobre 2018. On retrouve 300 puzzles basés sur des illustrations de personnages de la série, disponible dans les 3 modes de la série Picross S: Picross, Méga-Picross et Clip-Picross. 

### Picross S3
Un troisième épisode fait son apparition le 25 avril 2019 sur Nintendo Switch. Dans cet épisode ce ne sont pas moins de 480 puzzles qui sont ajoutés, ils sont répartis entre les modes Picross, Méga-Picross, Clip-Picross et le nouveau Color-Picross. Ce nouveau mode reprend le principe du Picross mais en ajoutant la gestion de deux couleurs, les cases peuvent être bleues et rouges.

### Picross Lord Of The Nazarick
Il s'agit à nouveau d'un spin-of de la série Picross S, cette fois ci avec la franchise Overlord. Le jeu sort le 25 juillet 2019. Ce sont 519 puzzles qu'il faut compléter dans les 4 modes habituels : Picross, Méga-Picross, Clip-Picross et Color Picross. La nouveauté de cet opus réside dans l'arrivée d'une trame narrative, rappelant les light-novel de la série Overlord.

### Picross S4
Picross S4 est le sixième jeu de la série à sortir sur Nintendo Switch. Ce sont 485 nouveaux puzzles qui sortent le 23 avril 2020. Ces puzzles sont répartis en 5 modes : Picross, Méga-Picross, Clip-Picross et Color-Picross. La nouveauté de cet opus est le mode Extra, celui ci propose 2 puzzles au format 30x30. En bonus, 3 puzzles au format 40x30 peuvent être débloqués s'il est trouvé des sauvegardes des précédents jeux Picross S.

### Picross S5
Picross S5 est le septième jeu de la série Picross S. Il reprend exactement la même interface que le précédent opus et possède donc le même nombre de niveaux (aucun mode n'est ajouté).

### Picross S6
Picross S6 est le huitième jeu de la série Picross S. Il reprend exactement la même interface que le précédent opus et possède donc le même nombre de niveaux (aucun mode n'est ajouté).

### Picross SMega Drive&Master Systemedition
Il s'agit à nouveau d'un spin-of de la série Picross S. Cette fois-ci, les puzzles révèlent des objets ou des personnages issus de jeux Mega Drive et Master System. On retrouve par exemple l'anneau de Sonic.

### Picross S7
Picross S7 est le dixième jeu de la série Picross S. Il reprend exactement la même interface que le précédent opus et possède donc le même nombre de niveaux (aucun mode n'est ajouté). Il prend désormais en charge le tactile.

### Picross S8
Picross S8 est le onzième jeu de la série Picross S. Il reprend exactement la même interface que le précédent opus et possède donc le même nombre de niveaux (aucun mode n'est ajouté). Il prend désormais en charge la coopération à 4 joueurs.

### Picross S9
Picross S9 est le douzième jeu de la série Picross S. Il reprend exactement la même interface que le précédent opus et possède donc le même nombre de niveaux (aucun mode n'est ajouté). Dans cet opus, il est possible de "rembobiner le puzzle" afin de voir l'historique des mouvements.

## Récapitulatif
| Titre                                        | Date de sortie    | Puzzles | Joueurs | Prix   |
| -------------------------------------------- | ----------------- | ------- | ------- | ------ |
| Picross S                                    | 28 septembre 2017 | 300     | 1 à 4   | 7,99 € |
| Picross S2                                   | 2 août 2018       | 450     | 1 à 4   | 8,99 € |
| Kemono Friends Picross                       | 4 octobre 2018    | 410     | 1 à 4   | 9,99 € |
| Picross S3                                   | 25 avril 2019     | 480     | 1 à 4   | 9,99 € |
| Picross Lord Of The Nazarick                 | 25 juillet 2019   | 519     | 1 à 4   | 9,99 € |
| Picross S4                                   | 23 avril 2020     | 485     | 1 à 4   | 9,99 € |
| Picross S5                                   | 26 novembre 2020  | 485     | 1 à 4   | 9,99 € |
| Picross S6                                   | 22 avril 2021     | 485     | 1 à 4   | 9,99 € |
| Picross S Mega Drive & Master System edition | 5 août 2021       | 485     | 1 à 4   | 9,99 € |
| Picross S7                                   | 27 décembre 2021  | 485     | 1 à 4   | 9,99 € |
| Picross S8                                   | 29 septembre 2022 | 485     | 1 à 4   | 9,99 € |
| Picross S9                                   | 27 avril 2023     | 485     | 1 à 4   | 9,99 € |

## Réception
| Jeu        | Metacritic |
| ---------- | ---------- |
| Picross S  | 67/100     |
| Picross S2 | 73/100     |
| Picross S3 | 78/100     |
| Picross S4 | 77/100     |
| Picross S5 | 71/100     |
| Picross S6 | 77/100     |
| Picross S7 | 80/100     |
| Picross S8 | –,         |
| Picross S9 | –,         |